# Kawaii
Kawaii (可愛い?) es un adjetivo japonés que puede ser traducido al español como  'bonito' o 'tierno'. Este término ha tenido cabida dentro de la cultura popular japonesa, en el entretenimiento, en la moda, en la comida, juguetes, apariencia, conducta y hábitos personales.

Un Boeing 747 de All Nippon Airways decorado con diversas criaturas de la serie Pokémon.

Los japoneses utilizan la ternura en una gran variedad de casos y situaciones en donde, en otras culturas, pueden ser considerados incongruentemente infantiles o frívolos (por ejemplo, en publicaciones gubernamentales, en avisos del servicio público, en un ambiente de negocios, en la publicidad militar, en medios de transporte, entre otros).

## Etimología

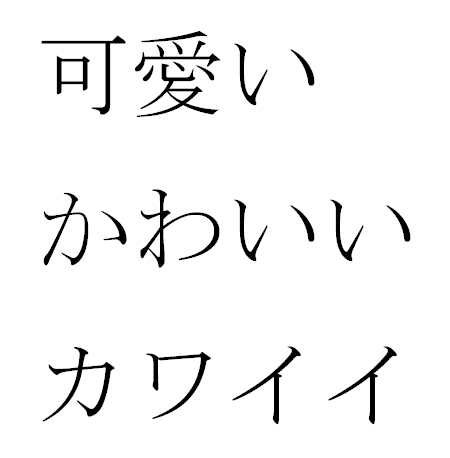
Escritura de la palabra kawaii (de arriba abajo): en kanji, en hiragana y en katakana.

La palabra kawaii es escrita con dos kanjis: 可, que se lee ka según la lectura on'yomi y cuyo significado es 'tolerable', 'pasable' o 'posible'; y 愛, que se lee ai según la lectura on'yomi y cuyo significado es 'amor'. Al unir ambos ideogramas, la lectura del segundo kanji cambia a wai para evitar el efecto fonético de pronunciar dos aes seguidas (ka-ai), sonido que no es común en el idioma japonés. El último carácter es el hiragana い (i), que hace distinción a uno de los dos tipos de desinencia de los adjetivos japoneses (adjetivos terminados en い y adjetivos terminados en な).
También el término 可愛い tiene una lectura alternativa, pero obsoleta y arcaica, kawayui. De igual manera existen palabras en japonés que se derivan de la voz kawaii: kawairashii (可愛らしい?), un adjetivo que se puede traducir como 'adorable' o 'dulce'; kawaigaru (可愛がる?), un verbo que se traduce como 'enamorarse' o 'encantarse' o kawaige (可愛げ?), una palabra que describe el “encanto de un niño inocente”.
En el japonés antiguo se describía la ternura con el término utsukushi (愛し?) que tiene el mismo significado que la palabra kawaii.

## Historia
Anteriormente, el término kawaii se usaba solo para describir la ternura de un bebé o de un animal, cosas que son consideradas como “auténticamente kawaii”. Pero, en la actualidad, el uso se ha ampliado a cualquier tipo de cosas. El fenómeno de lo kawaii se presentó por primera vez durante la década de 1960 con la aparición de juguetes en forma de animales de peluche. Hacia 1967, apareció en el mercado japonés la muñeca Rika-chan, cuya apariencia tierna captaba la atención de las niñas.
El término comenzó a tener aceptación entre los adultos durante la década de 1980. Anteriormente, la norma social en Japón entre los adultos era ser y actuar de manera madura, para enfocarse en la productividad económica del país. Cuando Japón alcanzó la cima de dicho objetivo, la presión social de actuar con madurez dejó de tener efecto. Las mujeres fueron las que usaron el término por primera vez de manera limitada para referirse a cualquier cosa bonita.
Los adultos comenzaron a desinhibirse con el término kawaii con la aparición de los nameneko en la década de 1980: Un fenómeno que mostraba a gatos vestidos como gamberros bōsōzoku (banda de motociclistas, generalmente adolescentes mayores, que viajan por las carreteras ignorando las reglas de tránsito). Debido a que muchas mujeres consideraban a los bosozoku como atractivos, y a la asociación de los gatos, el fenómeno nameneko generó un sentimiento común de ternura y graciosidad. Poco a poco los varones también comenzaron a emplear dicho término en una situación similar.
Hacia 1983 y 1984, la esencia de lo kawaii comenzó a tener mayor aceptación. Revistas femeninas, y luego revistas masculinas, se enfocaron en destacar el papel del varón que debía asumir lo que su pareja quería. Eso implicaba que el hombre debía considerar que todo lo kawaii era importante. Entre las mujeres jóvenes universitarias y recién empleadas era común que se expresaran con tres frases en boga: ¡Uso! ( うそ!?   '¡No puede ser!'), ¿Honto? ( ほんと??   '¿De verdad?') y ¡Kawaii! (かわいい!?). Eran conocidas humorísticamente como las san-go-zoku (三語族?   “fanáticas de las tres palabras”). La cotidianeidad de la palabra ¡Kawaii! llegó a un extremo en que una universidad femenina en Tokio intentó prohibir el uso de la palabra en el campus.

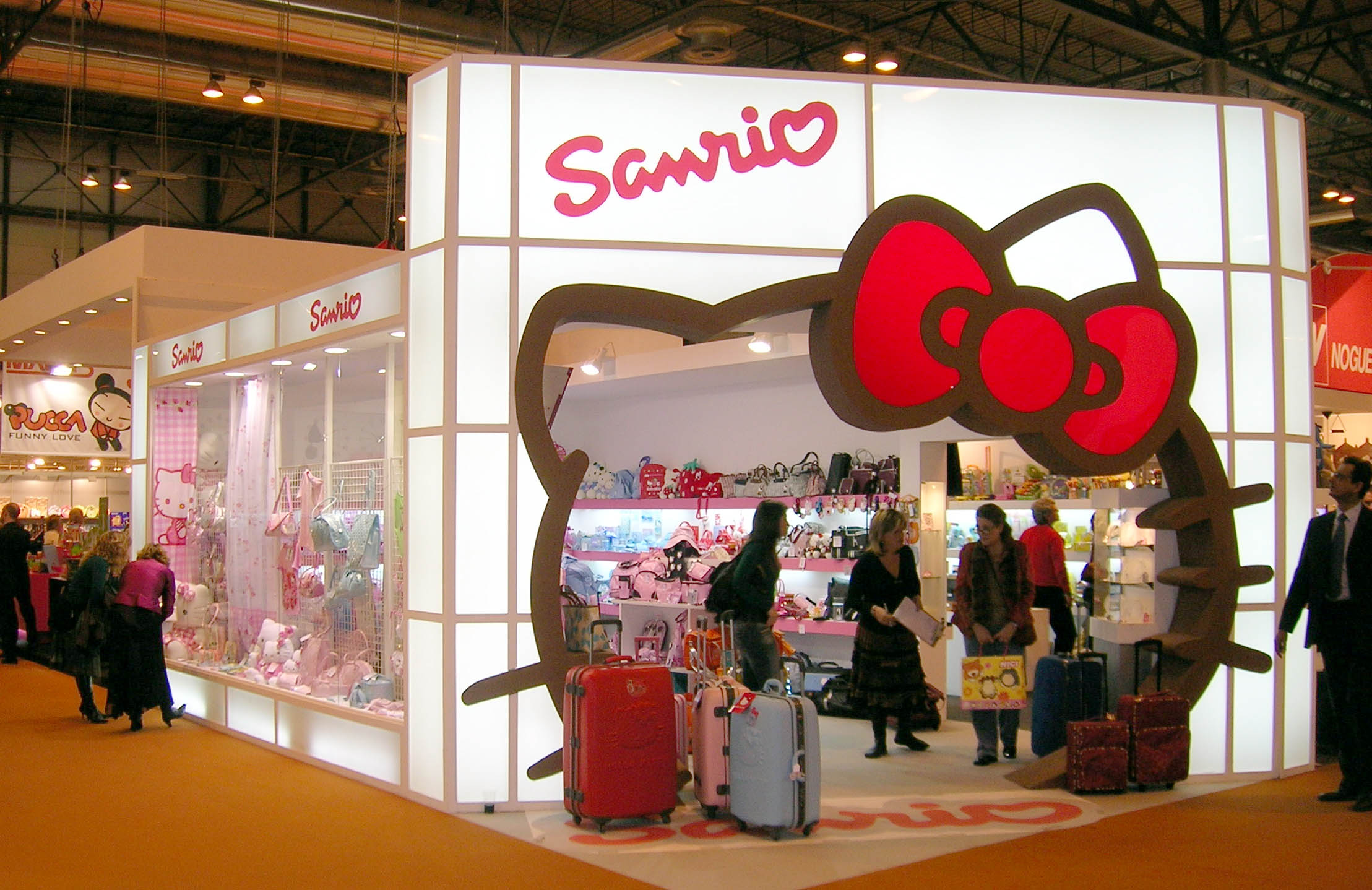
Pabellón con mercancía de Sanrio en Madrid. Hello Kitty se ha convertido en un ícono de lo kawaii en Japón y en varios países del mundo.

También durante la década de 1980 surgió uno de los principales iconos de lo kawaii: Hello Kitty. Perteneciente a la compañía Sanrio, era una pequeña gatita que había sido creada originalmente en 1974, apareciendo en diversos productos para niñas a partir de 1975, y que había tenido una fugaz popularidad que duró hasta 1977. La principal razón de su caída era que siempre aparecía con la misma postura: de frente, con el cuerpo hacia los dos lados, las piernas de lado y perfilada con líneas gruesas. Hacia 1980 fue reinventada cambiando su diseño, con la ayuda de las sugerencias de las niñas y chicas que eran las principales clientes. Se la dibujó sin las líneas gruesas para darle un aspecto más suave y se le varió su postura. Hacia 1985, Hello Kitty apareció abrazando a un oso de peluche y causó un gran éxito. En los años siguientes los clientes exigieron un aspecto más maduro a la gatita, apareciendo una versión en tonos blanco y negro e indicando que las fanáticas de Hello Kitty seguían siendo fieles con el paso del tiempo.
A partir de la experiencia de Hello Kitty, lo kawaii adquirió una connotación comercial más destacable durante el resto de la década de 1980. Las empresas comienzan a crear productos con diseños que tuvieran en cierto modo un grado de ternura y encanto. No importaba en qué tipo de producto, ya fuera en juguetes, aparatos electrónicos o inclusive en coches. Por ejemplo, en 1987 se lanzó el Nissan Be-1, y tuvo grandes ventas debido a su estética kawaii, con un aspecto curvilíneo.

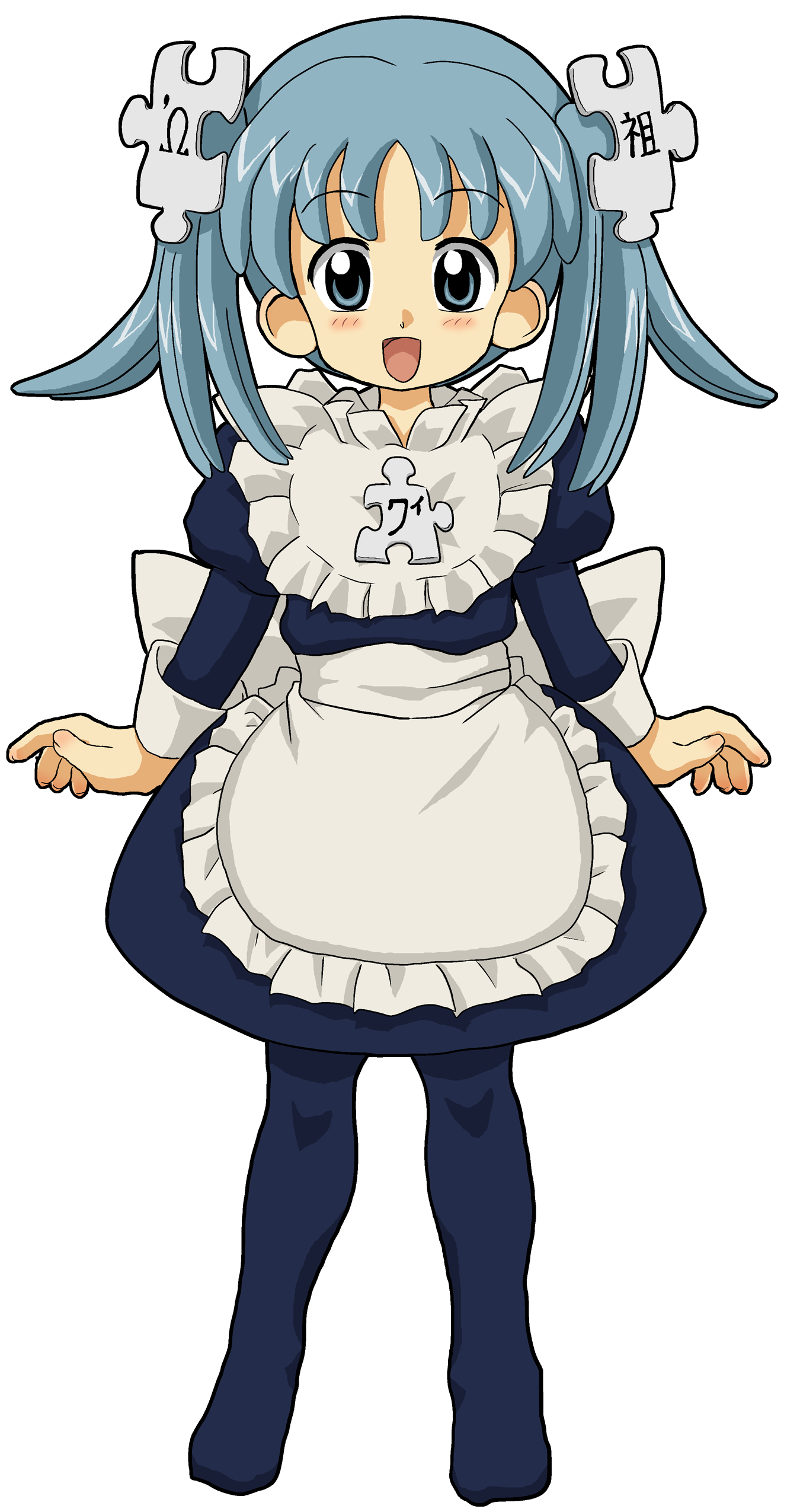
Wikipe-tan, caracterización de la Wikipedia como una personaje moé.

Hacia la década de 1990, ocurrió un cambio interesante. Las empresas que presentaban productos con características kawaii se quedaron sin ideas. Lo kawaii sería retomado por los otaku (fanáticos del anime, los videojuegos y de los ídolos musicales). Para los otaku, cualquier cosa considerada kawaii era seguida por el público con las mismas ideas. Dentro de la cultura otaku se ha redefinido y se ha ramificado sobre lo que es kawaii. Para una persona común puede considerar alguna cosa como “graciosa”, pero un otaku lo describe como kawaii. Sin embargo, para algo que comúnmente se puede considerar como kawaii (bonito), un otaku lo describe con otro término: moé.
Moe~ (萌え?   también moe o moé, literalmente 'brote') describe la euforia que le inspira un personaje animado favorito o por los ídolos musicales. Esta euforia le genera un sentimiento de valoración, opuesto al sentimiento de relajación y ternura que causa sobre algo tradicionalmente kawaii. Tal como su sentido literal, lo moe~ expresa un sentimiento de adoración que “brota desde dentro”.
La percepción de lo kawaii ha tenido en los años más recientes una presencia en todas las instancias, inclusive en la gubernamental. En 2006, el Primer ministro Shinzō Abe, al asumir el cargo, describió su visión de Japón como «un país hermoso» a través de cuatro principios: un país que valora su cultura, tradiciones, medio ambiente e historia; un país que se basa en una sociedad libre que respeta la disciplina y que tiene dignidad; un país que continúa poseyendo la vitalidad necesaria para crecer hacia el futuro; y un país que es digno de confianza, respetado y amado en el mundo, y que demuestra capacidad de liderazgo.
El 26 de febrero de 2009, el Ministerio de Asuntos Exteriores de Japón designó a tres representantes de la cultura popular japonesa (una representante de la moda lolita, una representante de la moda de Harajuku y una representante de la moda escolar japonesa) como "Embajadoras Kawaii" con el fin de exponer al mundo esta tendencia.

## Tipos dekawaii
Dentro del entorno sobre lo que es kawaii, existen varios tipos de sensaciones generadas por los siguientes objetos:

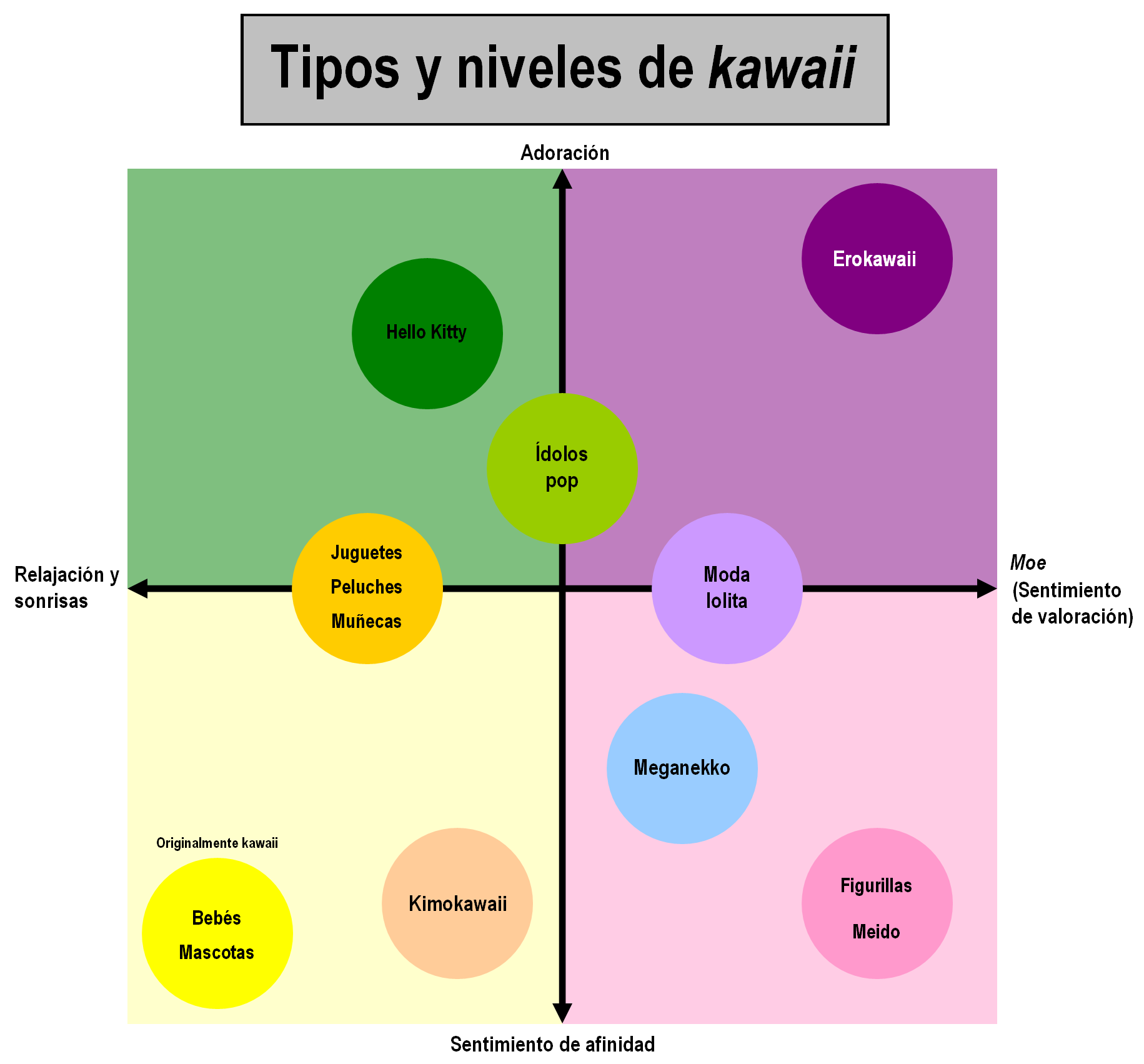
Tipos y niveles de kawaii

- Bebés y animalitos: Ambos generan un sentimiento auténticamente kawaii por la ternura que producen, generando un sentimiento puro de afinidad y de relajación;
- Criaturas raras: de series de anime, cuyas características físicas y su comportamiento hacen que estos sean considerados kawaii, el claro ejemplo de eso son criaturas como Pikachu.
- Juguetes, peluches y muñecas: Producen una sensación de relajación similar a la de los bebés, pero poseen una combinación de sentimientos de adoración y afinidad;
- Kimokawaii (キモかわいい?): Es una abreviación de la frase kimochi warui kedo, kawaii que significa 'raro, pero kawaii'. Describe a personalidades extrovertidas que aunque generan una sensación de rareza y ridiculez, es clasificado como kawaii.[14] Un ejemplo de esta clase es el dúo humorístico Ungirls.[15] Dentro de la cultura otaku, el cosplay (la acción de disfrazarse y actuar como un personaje del anime o de los videojuegos) está considerado dentro de esta categoría y se ha proyectado esta tendencia fuera de Japón;[16]
- Ídolos musicales: Generan un sentimiento intermedio entre lo kawaii (relajación) y lo moé (valoración), y tienen un mayor grado de adoración que los juguetes. Uno de los ejemplos más conocidos es el grupo femenino de J-pop Morning Musume;
- Moda japonesa: Este aspecto ha causado un grado alto de adoración e idolatría al imitar a las personajes de las revistas de moda o estrellas de la farándula. A diferencia de los ídolos musicales, las estrellas de la moda causan un mayor sentido de valoración;[17]
- Erokawaii (エロかわいい?): Este término fue acuñado por la cantante Kumi Kōda y significa 'erótico, al mismo tiempo que kawaii'. El sentimiento que genera está al mismo nivel de adoración y valoración que las estrellas de la farándula;[18]
- Moda lolita: Se refiere a la moda japonesa que originalmente mezcla elementos de la subcultura gótica y de la moda victoriana, generando un estilo aniñado, femenino y fantástico. Es considerado como moé y crea una combinación de afinidad y adoración;[19]
- Meganekko: Es un término que se refiere a las chicas que usan gafas, y que al usarlas las hacen más atractivas. Este estereotipo es común dentro de la cultura otaku y es considerado como moé y genera un mayor sentimiento de afinidad;
- Figuras de colección: A diferencia de los juguetes, las figuras de colección pertenecen a la cultura otaku. Son muñecas inspiradas en los personajes de anime y de videojuegos, y vienen en diferentes tamaños; los fanáticos de esta tendencia popular buscan coleccionar la mayor cantidad de muñecas. Es considerado también como moé y transmiten el sentimiento de afinidad;[20]
- Cosplay café: Este fenómeno, que también se ha vuelto popular en los últimos años, describe a los restaurantes o cafeterías en donde las camareras están vestidas como sirvientas, criadas o doncellas y asumen una conducta condescendiente y dulce con los clientes, como si fuesen nobles. Este concepto nació de los personajes de sirvientas de los videojuegos y del anime, y es una rama del cosplay. De igual modo que las figuras de colección, es considerado como moé.[9]

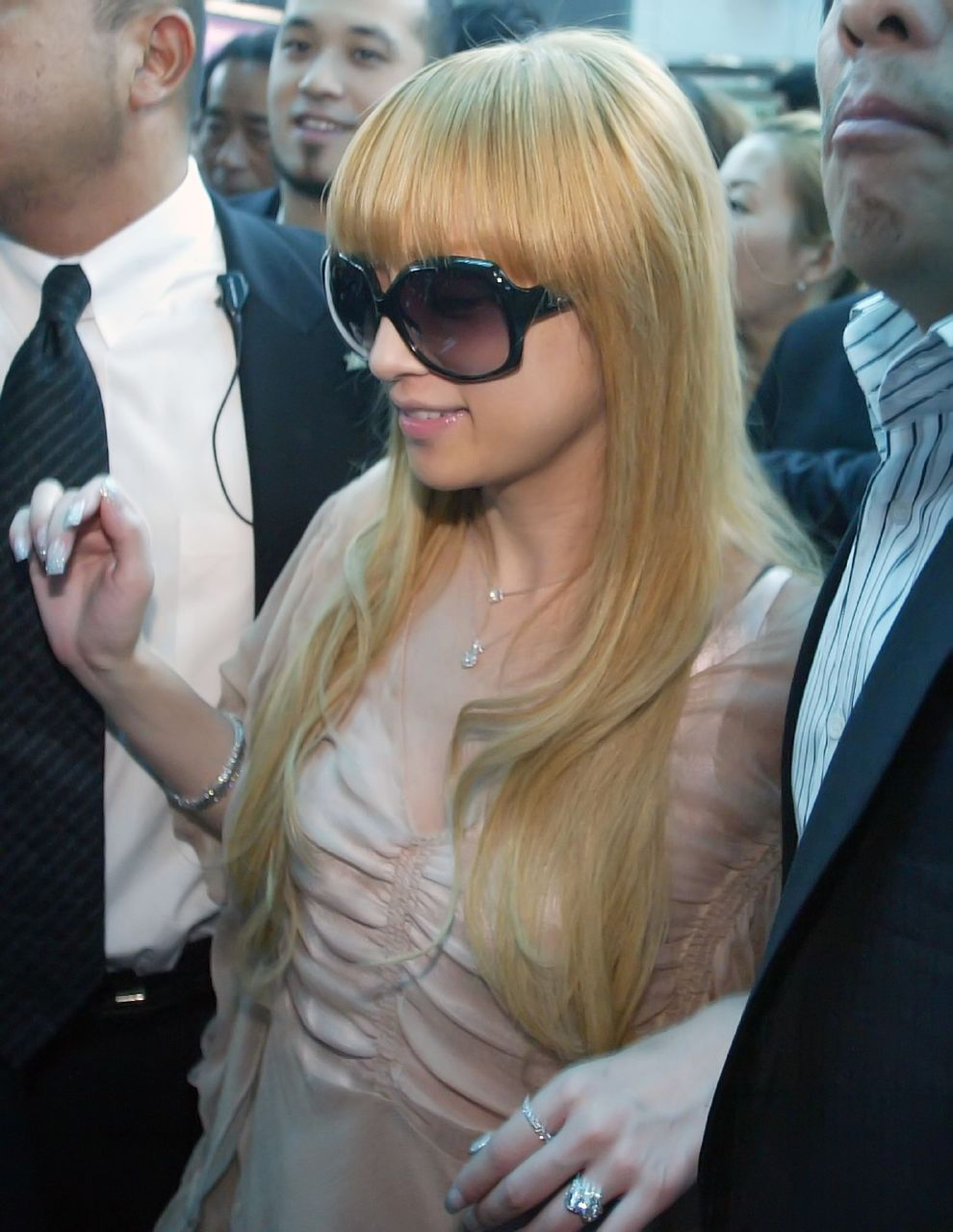
Ayumi Hamasaki, considerada una ídolo japonesa del género J-pop
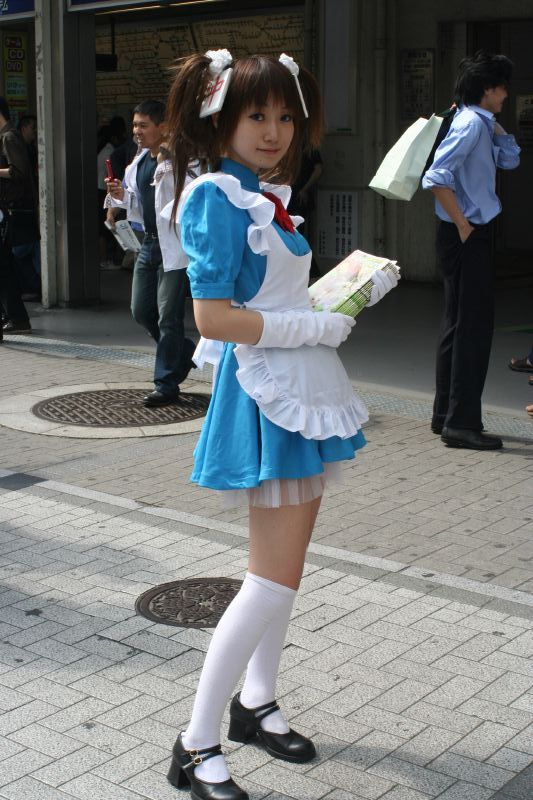
Chica portando un cosplay de sirvienta, promocionando un restaurante cosplay en Akihabara
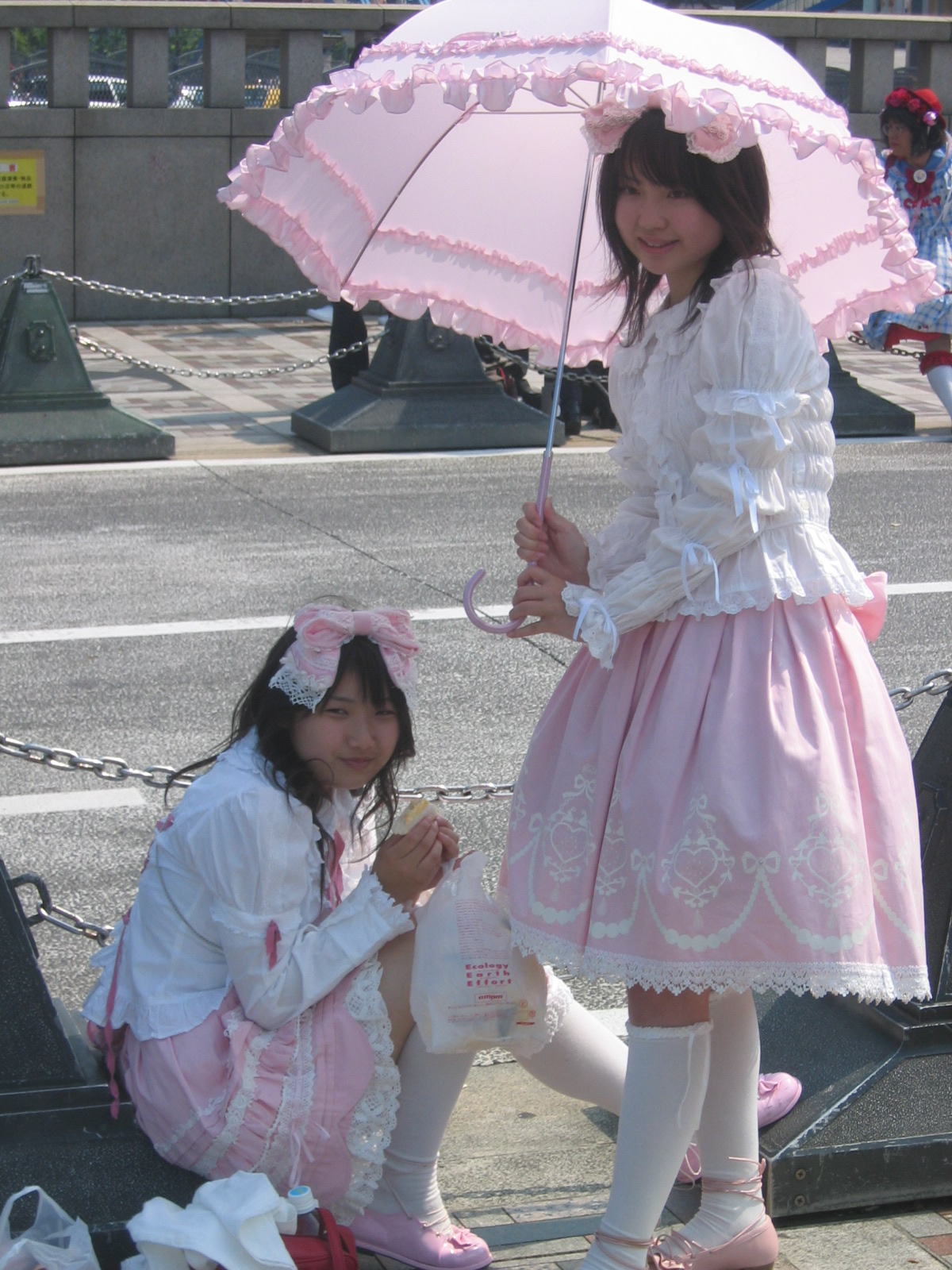
Chicas vistiendo un traje sweet lolita, una de las tendencias de la moda lolita

## Prevalencia
En Japón, se pueden encontrar numerosos objetos y elementos caracterizados como kawaii, desde las grandes compañías hasta las pequeñas tiendas; desde las oficinas gubernamentales nacionales hasta las oficinas locales. Diversas compañías, grandes y pequeñas, tienen tiernas mascotas que presentan sus productos y servicios para el público:
- Todas las prefecturas de Japón tienen mascotas kawaii;[cita requerida]
- La mascota del Servicio Postal de Japón, es un buzón estilizado como kawaii;[23]
- Algunas fuerzas policiales tienen sus propias mascotas, que en ocasiones adornan la entrada de las casetas de policía (kōban);
- Los personajes de la serie Pokémon adornan tres aviones de pasajeros de la aerolínea All Nippon Airways;
- El Asahi Bank tiene como mascota a Miffy, un personaje de una serie neerlandesa de libros ilustrados para niños, en diversas tarjetas ATM;
- Monkichi, un personaje de Sanrio, aparece en una marca de condones.[24]

La mercancía kawaii es extremadamente popular en Japón. Los dos fabricantes más grandes de dichas mercancías son Sanrio (fabricantes de Hello Kitty) y San-X (fabricantes de Rilakkuma, Kogepan y Nyan Nyan Nyanko). Este tipo de productos es exitoso tanto para el público infantil como para el adulto.
Una de las aplicaciones más sobresalientes de lo kawaii es en la descripción específica del sentido de la moda de un individuo, y generalmente incluyen ropa que aparenta ser infantil, o ropa que acentúa la ternura de la persona que la visten. Se distinguen (no siempre) ropas con volantes y colores pasteles, y entre los accesorios se incluyen juguetes o bolsos con diseños de personajes de anime.

## Percepción en Japón

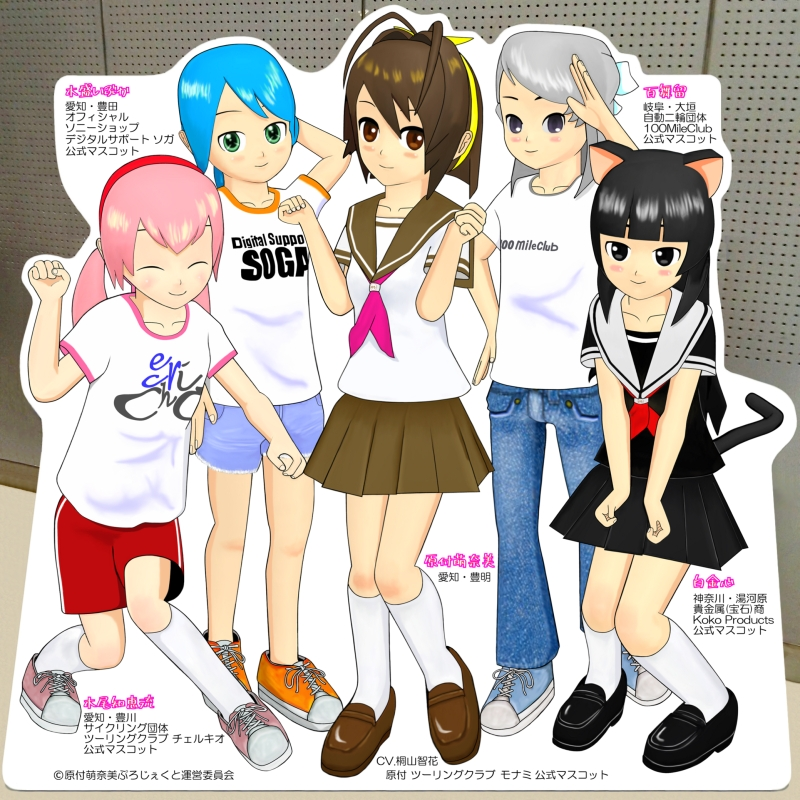
Un ejemplo de kawaii realmente utilizado para la promoción industrial en Japón

Siendo un fenómeno cultural, el concepto de kawaii se ha aceptado en Japón, integrándose como parte de la cultura japonesa y de la identidad nacional. Para los japoneses adultos, decir kawaii es decir un término muy útil. Una palabra práctica que se puede usar en diferentes situaciones porque su significado tiene muchas aplicaciones: desde emitir una opinión simple hacia los valores estéticos y a su vez simpatizar con la persona y desearle buena suerte. Para los adultos japoneses, la mayor prioridad es que las relaciones personales fluyan bien, y para alcanzar dicho objetivo, la palabra kawaii es un instrumento perfecto.
Para Tomoyuki Sugiyama, autor de “Cool Japan”, la “ternura” está arraigada en la cultura de armonía y amor en Japón. Por su parte, Nobuyoshi Kurita, un profesor de sociología en la Universidad Musashi en Tokio, declara que la “ternura” es un “término mágico” que comprende cualquier cosa que sea aceptable y deseable en Japón. Kawaii es una palabra que no tiene lógica, que solo describe que el objeto a considerar es “tierno” y de ello no se espera ninguna objeción. Contrario a cualquiera otra apreciación que le de relevancia o sentido (por ejemplo, que sea “hermoso”) posiblemente genere alguna objeción o contradicción.
Por otra parte existen sectores conservadores, escépticos de la ternura, que consideran que lo kawaii es un síntoma de una mentalidad infantil. En particular, Hiroto Murasawa, profesora de belleza y cultura en la Universidad Femenina Shoin de Osaka, declara que la ternura es «una mentalidad que enseña a no valerse por sí mismo… a las personas que eligen destacarse cayendo a cántaros». También hay críticas sobre la obsesión y exageración de lo kawaii, desvirtuando la real naturaleza de las cosas.

## Influencias en otras culturas
En las culturas asiáticas y en la cultura occidental, la palabra kawaii ha tenido cabida como un préstamo aportado por los fanáticos de la cultura popular japonesa aunque en el contexto equivocado y ha tenido un uso casi exclusivo dentro de la cultura otaku a nivel mundial. La cantante estadounidense Gwen Stefani mostró de manera breve acerca de lo kawaii en su video musical Hollaback Girl.
Los productos y mercancía kawaii también se han vuelto populares en algunas partes de Asia Oriental, como en China, Hong Kong, Taiwán y Singapur. Los productos de la marca Sanrio (en especial Hello Kitty) también se han vuelto muy populares a nivel mundial.

### Audiovisuales
- Más que lindo: ¡Kawaii!. Japan Video Topics. Marzo de 2006. 3 minutos y 10 segundos.

### Otros
- Shiokawa, Kanako. Cute But Deadly: Women and Violence in Japanese Comics. Themes and Issues in Asian Cartooning: Cute, Cheap, Mad and Sexy. Ed. John A. Lent. Bowling Green, Kentucky: Bowling Green State University Popular Press, 1999. 93–125. ISBN 0-87972-779-9. (en inglés)
- You are doing burikko!: Censoring/scrutinizing artificers of cute femininity in Japanese, Laura Miller in Gender, and Ideology: Cultural Models and Real People, editado por Janet Shibamoto Smith y Shigeko Okamoto, Oxford University Press, 2004. (en japonés).